# Asus Zenfone

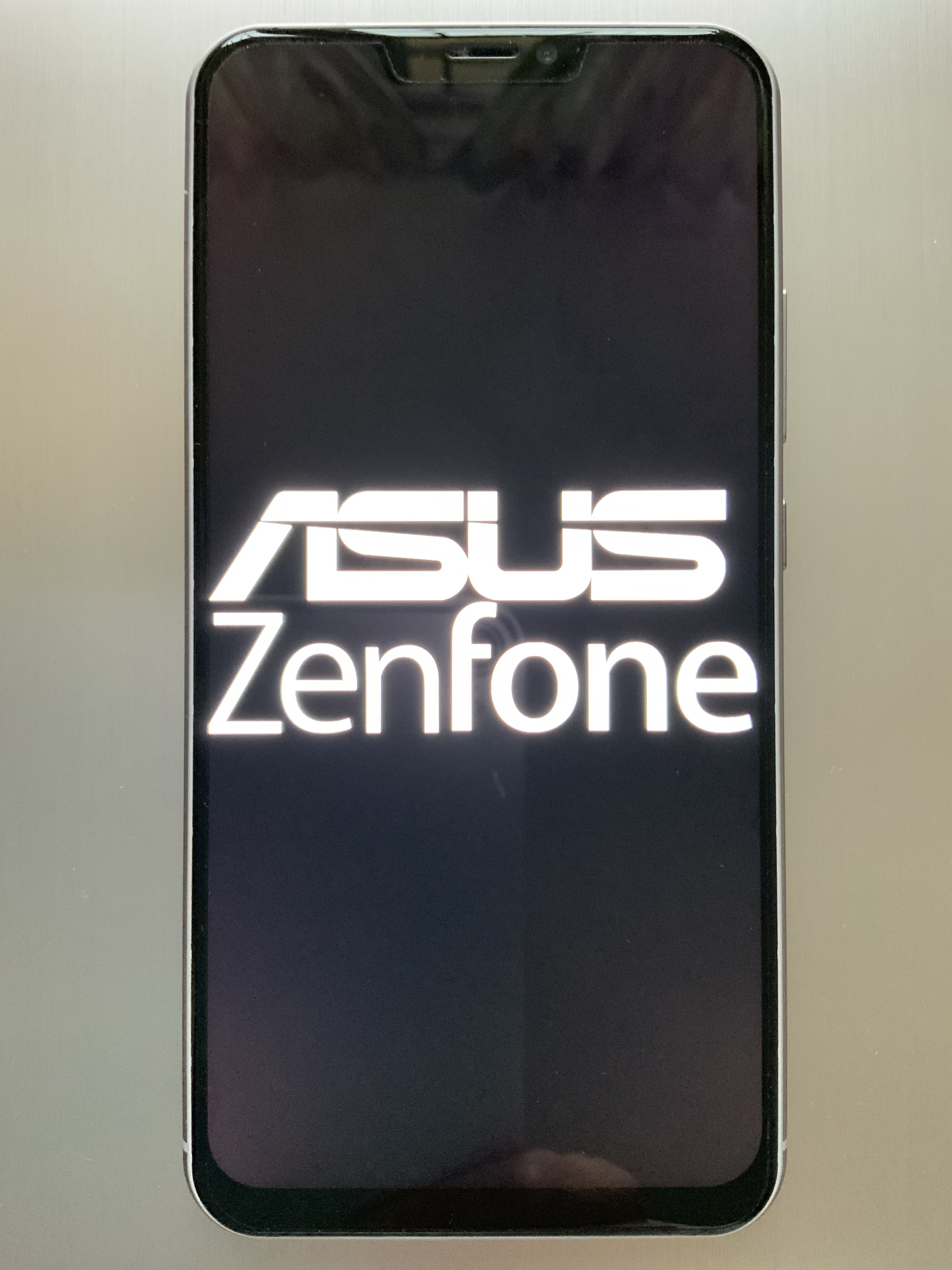
ZenFone 5

L'ASUS ZenFone est une série de smartphones Android conçue, commercialisée et produite par l'entreprise taïwanaise ASUS. Il a été annoncé au Consumer Electronics Show 2014 à Las Vegas pour la première génération de ZenFone. L'Asus ZenFone dispose également d'une surcouche ASUS appelée Asus Zen UI.
Zenfone fait partie des catégories de smartphones développés par ASUS avec Zenfone Max et ROG Phone.

## La première génération (2014)

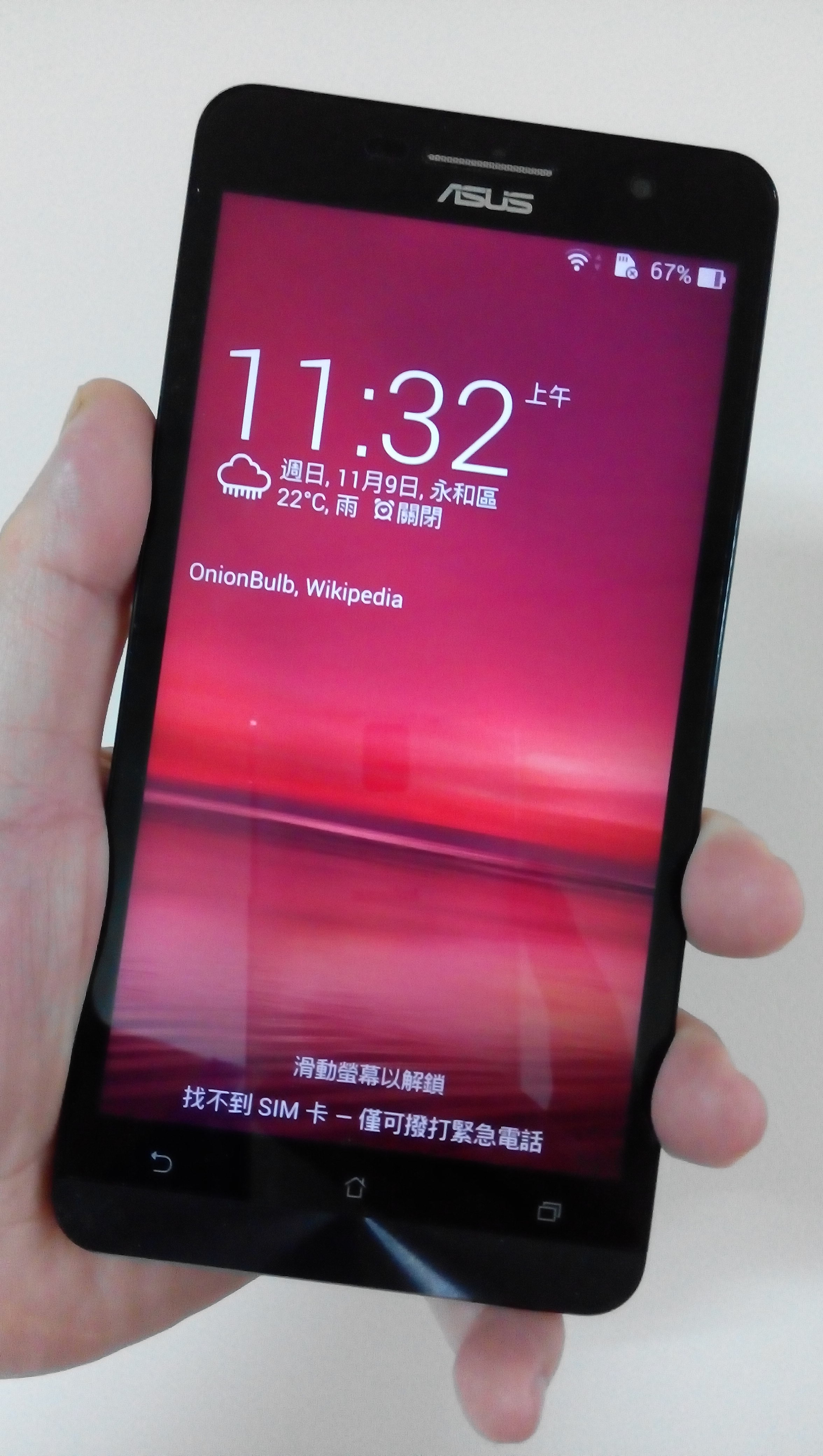
ZenFone 2

### ZenFone 4
Le ZenFone 4 est un smartphone d'une taille de 4 pouces ayant un écran TFT de définition WVGA (800 × 480). Le ZenFone 4 dispose d'un processeur dual-core Intel Atom Z2520 (saltwell) cadencé à 1.2 GHz. Il a un appareil photo principal de 5 MP et un appareil photo frontal de 0,3 Mpx. Il possède 1 Go de RAM. Cependant, le ZenFone 4 ne dispose pas d'un flash LED, contrairement au reste des modèles de la série ZenFone,.

### ZenFone 4.5
Le ZenFone 4.5 est un modèle de 4,5 pouces ayant un écran TFT en WVGA (854 × 480). Il utilise le même processeur que le ZenFone 4 et a une mémoire interne de 8 Go extensible via un port pour carte Micro SD acceptant jusqu’à 64 Go. Il possède 1 Go de RAM et une meilleure caméra arrière que le ZenFone 4. Le téléphone comporte un appareil photo arrière de 8 Mpx et utilise le même capteur frontal que le ZenFone 4 (0,3 Mpx).

### ZenFone 5
Le ZenFone 5 est le milieu de gamme de la série et comprend un écran 5 pouces IPS avec une définition de 1280 × 720 HD. Ce smartphone est protégé par une vitre Corning Gorilla Glass 3. Ce ZenFone dispose d'un processeur dual-core Intel Atom Hyper-thread (surnommé Multicœur), ou d'un Qualcomm Snapdragon quad-core. Il a une caméra de 8 Mpx à l'arrière et une caméra frontale de 2 Mpx.
Ce téléphone est livré avec 2 Go de RAM. En comparaison à d'autres modèles ayant des fonctionnalités similaires. Toutefois, certaines anciennes versions de ce téléphone ont été vendues avec seulement 1 Go de RAM.

#### Variantes
| Modèle          | Processeur                                      | Processeur graphique | Mémoire de stockage interne |
| --------------- | ----------------------------------------------- | -------------------- | --------------------------- |
| A500CG          | Intel Atom dual-core Z2580 (2.0 GHz)            | PowerVR SGX544MP2    | 8 Go/16 Go/32 Go            |
| A501CG-2A508WWE | Intel Atom dual-core Z2520 (1.2 GHz)            | PowerVR SGX544MP2    | 8 Go                        |
| A501CG          | Intel Atom dual-core Z2560 (1.6 GHz)            | PowerVR SGX544MP2    | 8 Go/16 Go                  |
| A502CG Lite     | Intel Atom dual-core Z2520 (1.2 GHz)            | PowerVR SGX544MP2    | 8 Go                        |
| A500KL LTE      | Qualcomm Snapdragon quad-core MSM8926 (1.2 GHz) | Adreno 305           | 8 Go/16 Go/32 Go            |

### ZenFone 6
Le ZenFone 6 est un phablette de 6 pouces avec un écran IPS ayant une définition de 1280 × 720. Le ZenFone 6 dispose d'un processeur dual-core Intel Atom Z2580 à 2 GHz. Il possède un appareil photo avec une caméra arrière de 13 Mpx et 2 Mpx en caméra frontale. Le ZenFone 6 est équipé de 8 Go, 16 Go ou 32 Go de mémoire interne, selon la version. La mémoire interne peut être augmentée par une micro SD jusqu'à 64 Go. Il a 2 Go de RAM.

## Deuxième génération (2015)

### ZenFone 2

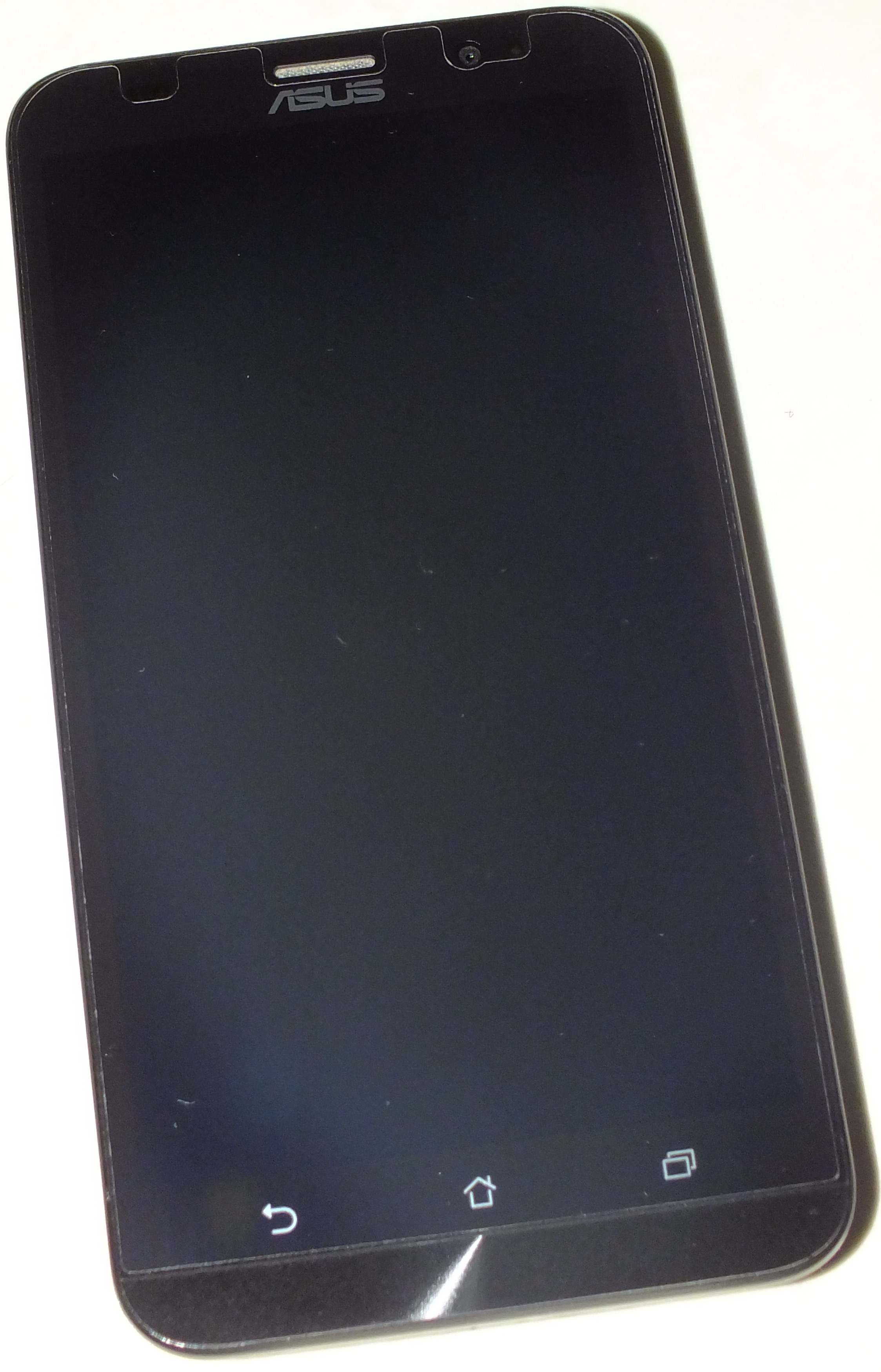
ZenFone 2 (ZE551ML) avec 4 GO de RAM

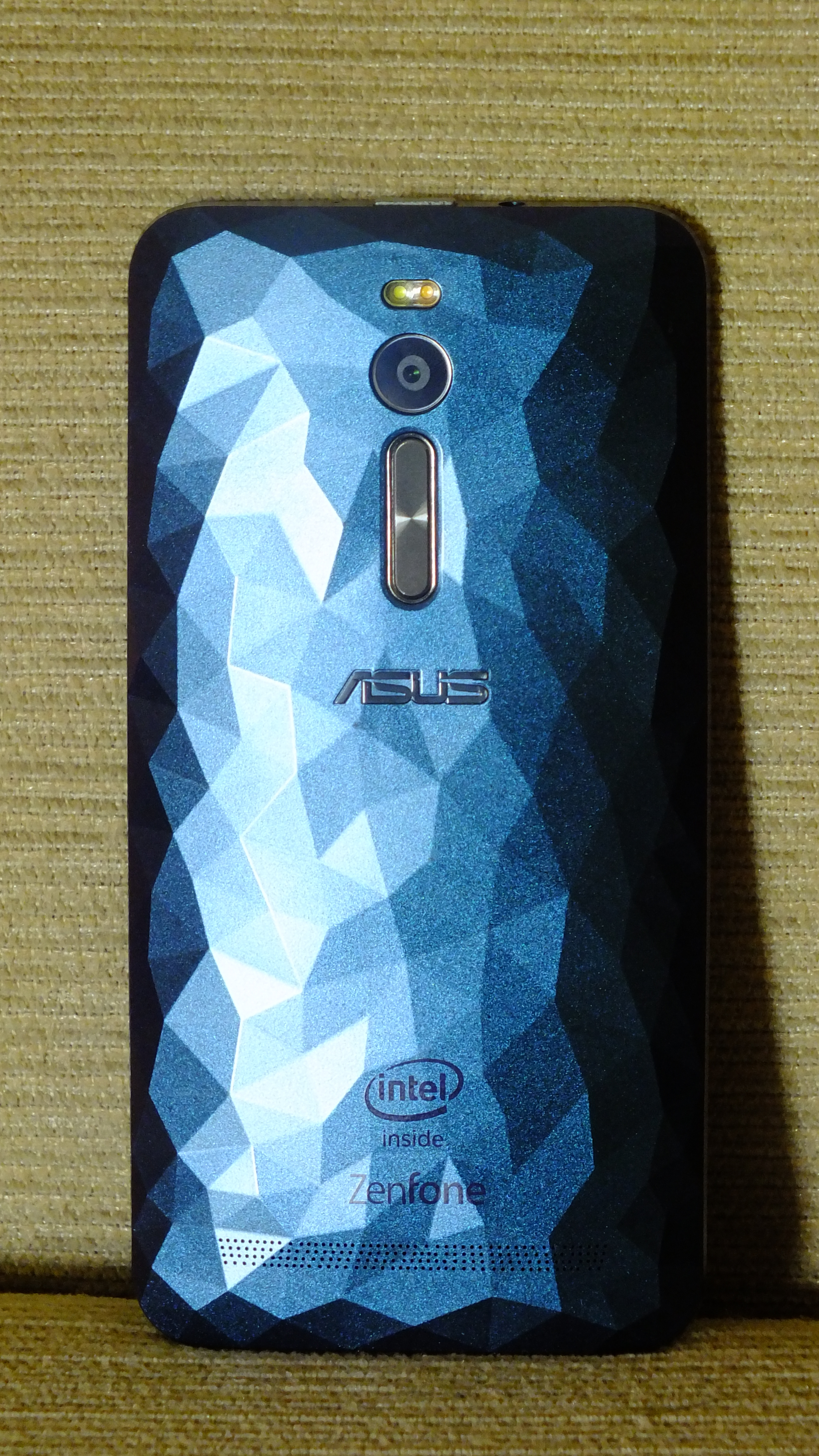
ZenFone 2 Deluxe (ZE551ML)

Le ZenFone 2 a été annoncé lors du CES 2015. Le haut de gamme (ZE551ML) a été lancé avec Android 5.0 Lollipop. Il tourne sur la surcouche personnalisée d'Asus ZenUI. Il dispose d'un écran IPS de 5.5" Full HD (1920 × 1080). Le téléphone possède un processeur Intel Atom Moorefield SoCs avec jusqu'à 4 GO de RAM, une première pour les smartphones. Le téléphone est également double MicroSIM (slots prévus à cet effet). Il a une caméra principale de 13 MP et une caméra frontale de 5 Mpx. Sa batterie en lithium-polymère, non-amovible est de 3 000 mAh. Différentes capacités de mémoires sont proposées : 16/32/64/128 Go Un slot pour carte MicroSD est disponible.
De plus, Asus a annoncé deux autres modèles du ZenFone 2. Le ZE550ML avec un écran IPS 5.5" HD (1280 × 720). Néanmoins il possède des caractéristiques similaires au ZE551ML. Le ZE500CL, l'entrée de gamme, a un écran IPS 5" HD, un processeur Intel Atom. Il est accompagné de 2 Go de RAM, d'un seul slot MicroSIM. Il a une caméra principale de 8 Mpx et une caméra frontale de 2 Mpx. Il possède également une batterie de 2 500 mAh.
Le ZenFone 2 a été lancé à Taïwan, le 9 mars 2015. Il a ensuite été commercialisé en Inde, au Japon, en Indonésie et en Thaïlande.
En juillet 2015, le ZenFone 2E a été lancé aux États-Unis par AT&T GoPhone
Des éditions deluxe ont été lancées en septembre 2015. Il s'agit d'un ZE551ML dont on a augmenté la mémoire. Sa coque est surnommée "l'Illusion" car elle a un motif 3D polygonale. Ce motif fait penser que ce smartphone est plus premium et original que le ZE551ML de base. D'autres marchés ont commercialisé la deluxe édition avec des biseaux rouges, une mémoire étendue à 256 Go et un processeur Intel Atom Z3590 à 2,5 GHz. Les couleurs, proposées sont le blanc et le bleu avec des nuances violettes, tandis que l'édition deluxe est disponible en argent ou en fibre de carbone. Le ZenFone 2 ZE551ML de base est proposé au prix de 299 $ et 469 $ pour l'édition spéciale.
Le ZenFone 2 a gagné en 2015, l'award du design pour la conception haut de gamme du produit : l'innovation, l'ergonomie et la fonctionnalité,.

#### Variantes
| Modèle                                      | Processeur | Architecture du processeur | RAM                             | Processeur graphique  | Écran                                                                                                   | Caméra                       | Stockage interne                                                                       | Version d'Android                                              |
| ------------------------------------------- | --- | -------------------------- | ------------------------------- | --------------------- | --- | ---------------------------- | -------------------------------------------------------------------------------------- | -------------------------------------------------------------- |
| Asus Zenfone 2 / Zenfone 2 Deluxe (ZE551ML) | Intel Atom Z3590 (2,5 GHz, quad-core, Deluxe Special Edition) Intel Atom Z3580 (2,3 GHz, quad-core) Intel Atom Z3560 (1,8 GHz, quad-core) | x86-64                     | 4 Go LPDDR3 RAM 2 Go LPDDR3 RAM | PowerVR G6430         | 5.5 pouces, Full HD 1920 × 1080, IPS Corning Gorilla Glass 3                                            | 5 Mpx façade 13 Mpx arrière  | 16/32/64/128 Go eMMC Flash (version de base) 64/128/256 Go eMMC Flash (version deluxe) | Android Lollipop 5.0; mis à jour sur Android Marshmallow 6.0   |
| Asus Zenfone 2 (ZE550ML)                    | Intel Atom Z3560 (1,8 GHz, quad-core) | x86-64                     | 2 Go LPDDR3 RAM                 | PowerVR G6430         | 5.5 pouces, HD 1280 × 720, IPS Corning Gorilla Glass 3                                                  | 5 Mpx façade 13 Mpx arrière  | 16 Go eMMC Flash                                                                       | Android Lollipop 5.0.2; mis à jour sur Android Marshmallow 6.0 |
| Asus Zenfone Selfie (ZD551KL)               | Qualcomm Snapdragon 615 (1,5 GHz + 1 GHz, octa-core)                                                                                      | ARM64                      | 2 Go LPDDR3 RAM 3 Go LPDDR3 RAM | Adreno 405            | 5.5 pouces, Full HD 1920 × 1080, IPS Corning Gorilla Glass 4                                            | 13 Mpx façade 13 Mpx arrière | 16/32 Go eMMC Flash                                                                    | Android Lollipop 5.0.2; mis à jour sur Android Marshmallow 6.0 |
| Asus Zenfone Max (ZC550KL)                  | Qualcomm Snapdragon 410 (1,2 GHz, quad-core)                                                                                              | ARM64                      | 2 Go LPDDR3 RAM                 | Adreno 306            | 5.5 pouces, HD 1280 × 720, IPS Corning Gorilla Glass 4                                                  | 5 Mpx façade 13 Mpx arrière  | 8/16 Go eMMC Flash                                                                     | Android Lollipop 5.0.2; mis à jour sur Android Marshmallow 6.0 |
| Asus Zenfone 2 Laser (ZE601KL)              | Qualcomm Snapdragon 616 (octa-core) | ARM64                      | 2 Go LPDDR3 RAM 3 Go LPDDR3 RAM | Adreno 405            | 6 pouces, Full HD IPS Corning Gorilla Glass 4                                                           | 5 Mpx façade 13 Mpx arrière  | 16 Go/32 Go eMMC Flash                                                                 | Android Lollipop 5.0; mis à jour sur Android Marshmallow 6.0   |
| Asus Zenfone 2 Laser (ZE550KL/ZE551KL),     | Qualcomm Snapdragon 410 MSM8916 (1,2 GHz, quad-core) Qualcomm Snapdragon 615 MSM8939 (octa-core)                                          | ARM64                      | 2 Go LPDDR3 RAM 3 Go LPDDR3 RAM | Adreno 306 Adreno 405 | 5.5 pouces, HD 1280 × 720 295 ppp (ZE550KL); Full HD 1920 × 1080 (ZE551KL), IPS Corning Gorilla Glass 4 | 5 Mpx façade 13 Mpx arrière  | 16/32 Go eMMC Flash                                                                    | Android Lollipop 5.0; mis à jour surAndroid Marshmallow 6.0    |
| Asus Zenfone 2 Laser (ZE500KL / ZE500KG)    | Qualcomm Snapdragon 410 (1,2 GHz, quad-core)                                                                                              | ARM64                      | 2 Go LPDDR2 RAM                 | Adreno 306            | 5 pouces, HD 1280 × 720, IPS Corning Gorilla Glass 4                                                    | 5 Mpx façade 13 Mpx arrière  | 16 Go eMMC Flash                                                                       | Android Lollipop 5.0.2; mis à jour sur Android Marshmallow 6.0 |
| Asus Zenfone 2 (ZE500CL)                    | Intel Atom Z2560 (1,6 GHz, dual-core) | x86-64                     | 2 Go LPDDR2 RAM                 | PowerVR SGX544MP2     | 5 pouces, HD 1280 × 720, IPS Corning Gorilla Glass 3                                                    | 2 Mpx façade 8 Mpx arrière   | 16 Go eMMC Flash                                                                       | Android Lollipop 5.0; mis à jour sur Android Marshmallow 6.0   |
| Asus Zenfone Go (ZC500TG)                   | MediaTek MT6580 (1,3 GHz, quad-core) | ARM64                      | 2 Go LPDDR2 RAM                 | Mali-400 Mpx          | 5 pouces, HD 1280 × 720, IPS Corning Gorilla Glass 3                                                    | 2 Mpx façade 8 Mpx arrière   | 8 Go/16 Go eMMC Flash                                                                  | Android Lollipop 5.1                                           |
| Asus Zenfone C (ZC451CG)                    | Intel Atom Z2520 (1,2 GHz, dual-core) | x86                        | 1 Go/2 Go LPDDR2 RAM            | PowerVR SGX544MP2     | 4.5 pouces, FWVGA 450 × 854, TFT                                                                        | 0,3 Mpx façade 5 Mpx arrière | 8 Go eMMC Flash                                                                        | Android KitKat 4.4                                             |

### ZenFone Zoom
Le ZenFone Zoom a été annoncé lors du CES 2015. Avec le ZenFone 2, c'est l'un des premiers téléphones à offrir 4 Go de RAM. Les spécifications sont en grande partie les mêmes que le Zenfone 2, à l'exception de l'appareil photo. Il dispose d'un appareil photo 13 MP à l'arrière avec 3 zooms optique et 12 zooms numériques. Il a un flash double LED (Real Tone Flash) avec stabilisation d'image optique et autofocus laser. Son prix est d'environ 399 $ pour la version 2 Go de RAM.

## La troisième génération (2016)
Asus a dévoilé la troisième génération de ZenFone au Computex de Taipei, le 30 mai 2016. Le ZenFone 3, ZenFone 3 Deluxe, et ZenFone 3 Ultra utilisent un châssis en aluminium. Les antennes ne sont pas visibles et ces téléphones disposent d'un capteur d'empreintes pour un accès rapide et sécurisé. Le ZenFone 3 utilise un verre 2.5 D Gorilla de Corning sur ses faces avant et arrière. Le ZenFone 3 Deluxe utilise un écran super AMOLED et une caméra arrière fournie par Sony. Le ZenFone 3 Ultra dispose d'un batterie de 4 600 mAh, batterie qui peut être utilisée comme batterie externe pour les autres appareils avec une sortie en 1.5 A. Les deux ZenFone 3 utilisent l'USB Type-C qui tire parti de la charge rapide 3.0 de Qualcomm. Il existe également deux variantes plus accessible, les ZenFones 3 Max et Max plus, plus abordables.

### Variantes
| Modèle                           | Processeur                                                                                    | Architecture du processeur | RAM                             | Processeur graphique | Écran                                                                 | Camera | Stockage interne            | Batterie  | Version d'Android       |
| -------------------------------- | --------------------------------------------------------------------------------------------- | -------------------------- | ------------------------------- | -------------------- | --------------------------------------------------------------------- | --- | --------------------------- | --------- | ----------------------- |
| Asus Zenfone 3 (ZE520KL)         | Qualcomm MSM8953 Snapdragon 625 (2,0 GHz Cortex-A53 octa-core)                                | ARM                        | 3 Go LPDDR3 RAM                 | Adreno 506           | 5.2 pouces, Full HD 1920 × 1080, IPS Corning Gorilla Glass 3          | 8 Mpx façade 16 Mpx arrière Sony Exmor RS IMX298, Asus TriTech autofocus, vidéo 4K                         | 32 Go Ufs 2.0 Flash         | 2 600 mAh | Android Marshmallow 6.0 |
| Asus Zenfone 3 (ZE552KL)         | Qualcomm MSM8953 Snapdragon 625 (2,0 GHz Cortex-A53 octa-core)                                | ARM                        | 3 Go LPDDR3 RAM 4 Go LPDDR3 RAM | Adreno 506           | 5.5 pouces, Full HD 1920 × 1080, IPS Corning Gorilla Glass 3          | 8 Mpx façade 16 Mpx arrière Sony Exmor RS, Asus TriTech autofocus, vidéo 4K                                | 32/64 Go Ufs 2.0 Flash      | 3 000 mAh | Android Marshmallow 6.0 |
| Asus Zenfone 3 Deluxe (ZS570KL), | Qualcomm MSM8996 Snapdragon 820 (2,15 GHz Kryo dual-core + 1,59 GHz Kryo dual-core)           | ARM                        | 6 Go LPDDR4 RAM                 | Adreno 530           | 5.7 pouces, Full HD 1920 × 1080, Super AMOLED Corning Gorilla Glass 4 | 8 Mpx façade 23 Mpx arrière Sony Exmor RS IMX318 avec une ouverture f2.0, Asus TriTech autofocus, vidéo 4K | 64/128/256 Go Ufs 2.0 Flash | 3 000 mAh | Android Marshmallow 6.0 |
| Asus Zenfone 3 Ultra (ZU680KL),  | Qualcomm MSM8976 Snapdragon 652 (1,8 GHz Cortex-A72 quad-core + 1,4 GHz Cortex-A53 quad-core) | ARM                        | 3 Go LPDDR3 RAM 4 Go LPDDR3 RAM | Adreno 510           | 6.8 pouces, Full HD 1920 × 1080, IPS Corning Gorilla Glass 4          | 8 Mpx façade 23 Mpx arrière Sony Exmor RS IMX318 avec une ouverture f2.0, Asus TriTech autofocus, vidéo 4K | 32/64/128 Go Ufs 2.0 Flash  | 4 600 mAh | Android Marshmallow 6.0 |
| Asus Zenfone 3 Laser             | Qualcomm MSM8953 Snapdragon 430 (2,0 GHz Cortex-A53 octa-core)                                | ARM                        | 4 Go LPDDR3 RAM                 | Adreno 506           | 5.5 pouces, Full HD 1920 × 1080, IPS                                  | 5 Mpx frontale 13 Mpx arrière Sony Exmor RS IMX214                                                         | 32 Go Ufs 2.0 Flash         | 4 100 mAh | Android Marshmallow 6.0 |
| Asus Zenfone 3 Max               | Qualcomm MSM8939 Snapdragon 615 (1,5 GHz Cortex-A53 quad-core)                                | ARM                        | 3 Go LPDDR3 RAM                 | Adreno 405           | 5.2 pouces, HD 1280 x 720, IPS                                        | 5 Mpx frontale 13 Mpx arrière                                                                              | 32 Go Ufs 2.0 Flash         | 4 100 mAh | Android Marshmallow 6.0 |

## Quatrième génération (2017)
Asus a annoncé la quatrième génération de ZenFone le 17 août 2017. Cette gamme portera le nom de "ZenFone 4", qui était précédemment utilisé pour les variantes 4 et 4.5 de la première génération. La principale caractéristique du produit phare ZenFone 4 est son appareil photo à double objectif, qui permet la photographie grand angle.
La quatrième génération de ZenFone est composé du ZenFone 4 Max, du ZenFone 4 Max Plus, du ZenFone 4 Max Pro, du ZenFone 4 Selfie, du ZenFone 4 Selfie Pro, du ZenFone 4 et du ZenFone 4 Pro (le haut de gamme avec le chipset Snapdragon 835). Les Zenfone Max étant réputés pour leur grosses batteries permettant de tenir facilement deux jours.

## Cinquième génération (2018)
Asus a dévoilé la cinquième génération de ZenFone au MWC 2018 à Barcelone. Le ZenFone 5 a une taille d'écran de 6.2 avec un format d'image 19: 9 et une ressemblance avec l'iPhone X. Selon Asus, le nouveau téléphone aura 10 nouvelles fonctionnalités d'intelligence artificielle.
Cette gamme est composée du ZenFone Live l1 en une entrée de gamme. Des ZenFone max, max plus et max pro M1, des smartphones ayant de grosses capacités de batterie (de 4 130 mAh à 5 000 mAh). Les ZenFone 5 et 5Z sont positionnés haut de gamme et possèdent le Snapdragon 845.

## Sixième génération (2019)
Le 16 mai 2019, ASUS présente la sixième génération de sa gamme principale de smartphones. La présentation a été faite à Valence (Espagne).
L'introduction de cette nouvelle gamme montre la nouvelle stratégie commerciale d'ASUS. En effet, il n'y a qu'un seul mobile, décliné en 3 variantes, qui a été présenté. Jusqu'à présent, ASUS a habitué sa clientèle à leur proposer de nombreux modèles (comme Selfie, Live, Zoom, Lite, Pro, etc.) pour divers usages. Durant la présentation du Zenfone 6, ASUS a indiqué que son modèle est destiné aux "power users" et aux "creative users".
Avant son lancement, diverses rumeurs laissaient penser que le Zenfone 6, à travers des maquettes factices, allait se munir d'un écran coulissant pour laisser découvrir la caméra avant ou les haut-parleurs. D'autres rumeurs laissaient penser que le Zenfone 6 allait conserver un trou sur l'écran (notch) en forme de goutte d'eau qui ne contiendrait que l'objectif caméra avant.
Finalement, toutes ces maquettes qui faisaient office de rumeurs ont été présentées sur un stand lors de la présentation officielle du Zenfone 6, parmi d'autres maquettes. Grâce à cela, les invités à l'événement de présentation ont pu voir les différents prototypes d'ASUS avant la forme définitive du produit.
À son lancement, le Zenfone 6 s'est distingué de ses principaux concurrents grâce à divers éléments :
- Le module caméra arrière bascule à l'avant pour avoir les deux caméras dirigées vers soi. Ce mécanisme de basculement est appelé "Flip Camera". Il permet aussi à l'utilisateur de choisir l'angle de basculement de la caméra ;
- La batterie de ce smartphone a une capacité de 5 000 mAh, la plus haute capacité disponible de sa catégorie (moyen-haut de gamme) ;
- Grâce au basculement des caméras arrière vers l'avant, le Zenfone 6 permet de filmer une vidéo, à l'avant, en 4K 60 FPS avec stabilisation électronique : une première mondiale.
- Le prix de lancement est de la première variante est de 499 €, ce qui lui permet d'avoir un rapport qualité/prix avantageux.
- La possibilité d'utiliser deux cartes SIM en plus d'avoir une carte SD pouvant aller jusqu'à 2 To.

Le smartphone est équipé de la nouvelle interface ZenUI 6 qui se rapproche un peu plus de l'expérience Android original, sans pour autant avoir retiré les fonctionnalités originales de ZenUI comme le double tape pour allumer.
Le Zenfone 6 est d'abord lancé en Europe. Disponible en deux coloris, noir ou blanc, les premières livraisons arrivent dès la fin mai 2019 d'après le site de vente en ligne d'ASUS. Le temps qui sépare l'annonce et l'arrivée du mobile chez le consommateur a donc été réduit par rapport à la génération précédente.
C'est le Qualcomm Snapdragon 855 qui fait office de CPU, gravé à 7 nm, il s'agit d'un processeur 64-bit Octa-core. Aussi, le GPU Qualcomm Adreno 640 est utilisé.
Puisque ASUS fait partie du programme Google Android Beta, une mise à jour vers Android Q et Android R est assurée.
Le dispositif Flip Camera est dirigé par un moteur pas à pas de 13 engrenages dont le rapport de réduction est de 1/120. Il renferme 32 câbles de signaux et 17 câbles d'alimentation dans un conduit de 2 mm de diamètre. Ce module est composé d'une matière en métal liquide (alliage métallique amorphe).

### Variantes présentées
- 6 Go RAM / 64 Go Stockage
- 8 Go RAM / 128 Go Stockage
- 8 Go RAM / 256 Go Stockage

Identifiant du Zenfone 6 : ZS630KL
Mise sur le marché Indien :
D'abord lancé en Europe, le ZenFone 6 doit tout aussi bien arriver sur le marché indien dont l'intérêt pour les smartphones ZenFone est de plus en plus accru.
Cependant, durant le mois de juin 2019, une procédure judiciaire a été engagée par l'opérateur téléphonique Telecare Network à l'encontre d'ASUS. En effet, l'appellation "ZenFone 6" ne convient pas à Telecare Network qui dispose des marques "Zen" et "Zen Mobiles", déclarées bien avant le lancement des ZenFone (2008, contre 2014 pour ASUS).
La Haute Cour de Delhi a tranché en faveur de l'opérateur, en mettant en avant un risque de confusion pour les consommateurs. Pour pallier cela, ASUS maintient le lancement de son nouveau smartphone en Inde avec la dénomination "ASUS 6Z". Notons que la gamme d'ordinateurs portables ZenBook pourrait être affectée par cette affaire judiciaire.
La marque taïwanaise continue malgré tout de défendre sa position avec une nouvelle audience prévue en juillet 2019.
Ce litige intervient alors que le lancement du ZenFone 6 en Inde est prévu pour le 19/06/2019.

### Version édition limité "30 ans ASUS"
À l'occasion des 30 ans de la marque, ASUS sort une édition limitée du ZenFone 6 arborant, au dos, le design circulaire iconique de la marque (effet disque vinyle). Ce smartphone propose 512 Go de stockage avec 12 Go de mémoire vive. L'achat de ce modèle spécial assure l'accès "VIP" aux services de SAV d'ASUS pendant 30 mois.

### Autres smartphones Asus ZenFone de la sixième génération
Le ZenFone Live L2, le successeur du ZenFone Live L1, un smartphone entrée de gamme.
Et les ZenFone Max et Max Pro M2, des smartphones ayant une batterie de grande capacité, ainsi qu'un design semblable à celui de ZenFone 5.